# Алберт VII фон Халс
Алберт VII (IV) фон Халс (на немски: Albert VII (IV), Graf von Hals; † пр. 15 октомври 1334 в Авиньон, Франция) е граф на графство Халс, днес част от град Пасау в Бавария.

## Биография
Той е големият син на граф Алберт VI фон Халс († 1305) и третата му съпруга Елизабет фон Труендинген († 1308), вдовица на Бертхолд фон Шлюселберг († пр. 1282), дъщеря на граф Фридрих I (V) фон Труендинген-Дилинген († 1271/1274) и принцеса Маргарета фон Андекс-Мерания († 1271/1274). Брат е на граф Алрам V фон Халс († 1331).
Той е представител на благородническия род „фон Кам“, който от 1160 г. се нарича фон Халс. Резиденция е в замък Халс на река Илц, северно от Дунав, близо до епископство Пасау. През 1072 г. господарите фон Халс са споменати за пръв път. Родът измира по мъжка линия през през 1375 г. с внук му Леополд фон Кам-Халс, последният от неговата линия. Борбата за наследството на графството Халс с ландграф Йохан I фон Лойхтенберг † 1407) печели граф Хайнрих IV фон Ортенбург († 1395), съпругът на Агнес фон Халс, дъщеря на чичо му граф Алрам V фон Халс († 1331).
Йохан I фон Лойхтенберг чрез връзките си с баварските херцози и император Карл IV получава на края омалялото графство за себе си. Ландграфовете фон Лойхтенберг започват да се наричат оттогава и „графове фон Халс“.

## Фамилия
Алберт VII (IV) фон Халс се жени пр. 10 август 1304 г. за Удилхилд фон Цолерн († сл. 14 юли 1349), дъщеря на граф Фридрих I фон Цолерн-Шалксбург († 1302/1303) и Удилхилд фон Айхелберг († сл. 1304/1305). Те имат две деца:
- Маргарета фон Халс (* 10 юли 1304 в замък Хайденбург; † ?)
- Йохан I фон Халс († 7 ноември 1347), граф на Халс, женен 1337 г. за Маргарета фон Лойхтенберг († 1380, става абатиса на Св. Клара в Крумау), дъщеря на ландграф Улрих I фон Лойхтенберг († 1334) и Анна фон Цолерн-Нюрнберг († сл. 1340)